# لسنا ملائكة
لسنا ملائكه هو فيلم مصري كوميدي تم عرضه عام 1970 من بطولة ثلاثي أضواء المسرح وشاهيناز حسن مصطفى عباس فارس وانتاج مراد رمسيس نجيب وإخراج محمود فريد.

## ملخص الفيلم
تتعطل سيارة السجن وبها ثلاثة مساجين، فيضطر الحارس إلى أخذهم إلى أقرب منزل طالبا للنجدة، وهناك يدخل المساجين في العديد من المواقف المضحكة تنتهي بعودتهم إلى السجن مرة أخرى.

## قصة الفيلم الكاملة
ثلاثة مساجين مشاغبين يحدثون الكثير من الشغب داخل السجن، فتقرر إدارة السجن ترحيلهم لسجن أبو زعبل ويكلف الصول (حسن مصطفى)بالإشراف على ترحيلهم، فيصطحب معه العسكرى عبد الحفيظ (زكريا موافى)في سيارة الترحيلات لسجن أبو زعبل.السجين الأول رجب (جورج سيدهم)كان والده (سيد عبد الله)قد ترك أولاده ورافق راقصة يصرف عليها أمواله، فلما حاول استعادة والده، وقفت الراقصة في طريقه، فخنقها ودخل السجن. السجين الثانى شعبان (سمير غانم)كان ينصب على السذج ويبيع لهم ممتلكات الدولة، فلما باع القطار اكتشف ان المشترى ضابط مباحث، ودخل السجن. السجين الثالث رمضان (الضيف أحمد)كان يحب فتاة وعجز عن الزواج بها لفقره، وتزوجت غيره يمتلك الإمكانيات المادية، فقرر رمضان ان يصبح غنيا بأى طريقة، فقام بسرقة خزينه وقتل صاحبها فدخل السجن. تعطلت سيارة الترحيلات في الطريق، فأرسل الصول زميله العسكرى عبد الحفيظ ليأتى بنجدة سريعة، ثم قابل في الطريق الحاج ياسين (عباس فارس)الذي استضافه والمساجين في منزله ريثما تأتى النجدة. كان الحاج ياسين يعيش مع زوجته (علية عبد المنعم)وإبنته الشابه منى (شاهيناز طه)وإبنته الصغيره هدى (كوكى)وابن أخيه مراد (اشرف عبد الغفور) وكان بيته مرهونا بسبب دين عليه للشاب سامى (سميرصبرى)خطيب إبنته منى ولكن عم سامى، الحاج جابر (عبد العليم خطاب)هو المسيطر على ثروة ابن أخيه صمم على بيع المنزل في المزاد، ورفض ان يسوى الدين مقابل المبلغ الاصلى دون الفوائد، كما أقنع ابن أخيه بالهجرة للخارج لإن الزواج نظام اجتماعى فاشل وعقيم، ففسخ خطبته لمنى، التي أصيبت بصدمة، رغم ان ابن عمها مراد يحبها، ولا تشعر به. كان الحاج ياسين قد غرق بالدين بسبب علاقته بالراقصة إلهام (نجوى فؤاد)التي لم تفلح في استمالة مراد لأحضانها. تمكن السجناء من إقناع منى بحب مراد لها، كما تمكنوا من سرقة المستندات من الحاج جابر الذي قبل تسديد الدين بدون الفوائد، كما أقنعوا ام منى بالعفو عن زلة زوجها الحاج ياسين مع الراقصة، وبدأ حياة جديدة معه. وهرب السجناء من الصول الذي طاردهم حتى قبض عليهم، وأعادهم للسجن مرة أخرى.

## طاقم العمل
- الضيف أحمد
- جورج سيدهم
- سمير غانم
- شاهيناز
- عباس فارس
- سمير صبري
- زكريا موافي
- أحمد نبيل
- سمير ولي الدين
- عبد العليم خطاب
- علية عبد العليم
- أشرف عبد الغفور
- الطوخي توفيق

ضيوف الشرف
- نجوى فؤاد
- فهد بلان

## هوامش
لم يكمل الضيف أحمد الفيلم لوفاته قبل الانتهاء من تصوير مشاهده، فاستعان المخرج محمود فريد بدوبلير يخفي وجهه خاصة في مشاهد المطاردة الأخيرة.[بحاجة لمصدر]